# Ібресі
Ібре́сі (рос. Ибреси, чув. Йĕпреç) — сільський населений пункт зі статусом селище міського типу, центр Ібресинського району Чувашії, Росія. Адміністративний центр та єдиний населений пункт Ібресинського міського поселення.
Населення — 8415 осіб (2010; 9201 у 2002).
До 2005 року мав статус міського поселення. Після зміни тип населеного пункту (селище міського типу) зберігся, однак за статусом — це сільський населений пункт.
На території селища розташована залізнична станція Ібресі.